# F.R. David
F.R. David, pseudonimo di Elli Robert Fitoussi (Menzel Bourguiba, 1º gennaio 1947), è un cantautore, compositore e bassista francese.

## Biografia

### Gli inizi
Tunisino di nascita, con alcuni amici forma nel 1962 un gruppo twist in cui suona il basso, Les Ken Jones, con cui inizia ad esibirsi; dopo aver effettuato nell'estate del 1965 alcune serate in Corsica, ottengono un contratto discografico con una piccola casa discografica, la Consul, che fa cambiare loro il nome in Les Trèfles e li fa debuttare con l'EP Sont ils innocent?.

### Les Boots
Si stacca poi dal gruppo insieme al batterista, Jean Claude Barre, e i due formano un altro gruppo Les Boots, insieme a Farid Khaldi, voce e chitarra ritmica, e Joel Rives, chitarra solista, ottenendo un contratto con la Polydor.
Debuttano suonando in un disco di Gilbert Safrani del 1966, l'EP con Les gens s'en vont dans le ciel, Une fille futile, Je t'attendrai e Mais que fait-il? (cover di Dedicated Follower of fashion dei Kinks); nello stesso anno pubblicano, in primavera, il loro primo EP, che contiene tra le altre Laissez briller le soleil, canzone con un testo che affronta la paura della guerra atomica.
Tutte le quattro canzoni, ed anche quelle del secondo EP, pubblicato in autunno, risentono delle sonorità beat, tipiche del periodo.
Twen viene usata anche in una pubblicità di una marca di cosmetici; alla fine dell'anno però il gruppo si scioglie, e F.R. David comincia l'attività da solista.
Tutte le incisioni dei Les Boots verranno pubblicate, con alcuni inediti e le quattro canzoni incise con Safrani, in CD nel 1997.

### Il debutto da solista
Inizia l'attività di cantautore nel 1967, incidendo un EP, sempre con la Polydor, e scegliendo il nome d'arte di F.R. David (sul modello dello pseudonimo del cantante statunitense P.J. Proby); la canzone che ottiene maggior riscontro è Symphonie.
L'anno successivo incide Sir Geoffrey le sauveur, cover di Sir Geoffrey Saved The World, una canzone dei Bee Gees, ed ottiene i primi riscontri come autore: scrive infatti Petite fille per Éric Charden nel 1969.
Sempre nel 1969 incide C'est ma vie, cover di It's Me That You Need di Elton John (in Italia portata al successo da Maurizio Vandelli).

### In Italia
Nel 1969, durante un'esibizione a Torino, al Mac One, viene contattato dal produttore discografico Antonio Marrapodi (che in seguito diventerà un dirigente della EMI Italiana) che, ascoltando una sua canzone, gli propone di inciderla in italiano, offrendogli un contratto con la Saint Martin Record: il brano è Luisa Luisa, che ottiene un discreto successo.
Negli anni seguenti F.R. David pubblica altri 45 giri cantati in italiano, che restano inediti in Francia, ma che non ripetono il successo del primo.

### I Cockpit, Les Variations, i King of Hearts e l'attività di session man
Nello stesso periodo entra come bassista nei Cockpit, incidendo nel 1971 Bright tomorrow (di cui Patty Pravo inciderà una cover in italiano, Preghiera) e pubblicando anche un album.
Partecipa inoltre in questo periodo a varie incisioni di altri artisti come session man, suonando con Claude François, Jean-Michel Jarre e Vangelis Papathanassiou (per cui suona le percussioni nell'album Earth).
Nel 1974 entra nei Les Variations, gruppo francese di hard rock, con cui rimane per due anni come voce solista: con loro incide il quarto album del gruppo.
Abbandona poi il gruppo e, con il chitarrista dei Les Variations Marc Tobaly forma i King of Hearts, pubblicando l'album Close, but no guitar nel 1978, registrato negli Stati Uniti ed a cui collabora anche alle chitarre Steve Porcaro.

### Il successo
Alla fine del decennio decide di ricominciare la carriera da solista e, dopo un 45 giri di scarso successo per l'RCA, firma un contratto con la Carrere Records.
Ottiene il suo più grande successo nel 1982 con Words, che in Italia entrerà in classifica sul finire di quell'anno, arrivando anche al primo posto; sempre nel 1983 F.R. David si propone al Festivalbar con il singolo I Need You.
Words in seguito verrà reincisa come cover da altri artisti come Fiorello (nel 1993 nell'album Spiagge e lune, tradotta in italiano come Puoi) e la cantante spagnola Soraya Arnelas (che la inserisce nell'album La Dolce Vita del 2007 e la pubblica anche come singolo).
Un campionamento di Words si trova nel ritornello di Balla per me, brano di Tiziano Ferro del 2020.
Passa poi alla CBS, continuando l'attività. 
In 2025 ha lavorato in studio  Eusexua di FKA Twigs

## Discografia parziale

### Con Les Trèfles

#### EP
- 1965: Sont ils innocent? (Consul)

### Con Les Boots

#### EP
- Aprile 1966: Laissez briller le soleil/Trop tard/Le cerf-volant/Demain (Polydor)
- Ottobre 1966: Les gens sont méchants/Ali Baba/Vingt ans/Twen (Polydor)

#### CD
- 1997: Tout Va Bien (Polydor], (LCD 18-2)

Tracklist: Quand Tu Viens / Sont-Ils Indécents? / Mon Petit Bonhomme / Longtemps / Laissez Briller Le Soleil / Le Cerf Volant / Trop Tard / Demain / Vingt Ans / Twen / Les Gens Sont Méchants / Ali-Baba / Tout Va Bien / Dans Les Nuages / Il Est Plus Facile(Strawberry Fields Forever) / Si Bien Oublié (Knight In Rusty Armor)/ Les Gens S'En Vont Dans Le Ciel / Je T'Attendrai / Mais Que Fait-Il (Dedicated Follower Of Fashion) / Une Fille Futile

### Con i Cockpit

#### 33 giri
- 1971: Cockpit (Bellaphon)

#### 45 giri
- 1971: Fifi/Father Machine (Bellaphon)
- 1971: Bright tomorrow/Lena, Lena (Bellaphon, BF 18056)
- 1972: Mister Hardy/8 days and a wake up (Butterfly BS 016)

### Con Les Variations

#### 33 giri
- 1975: Café de Paris (Buddah Records)

### Con i King of Hearts

#### 33 giri
- 1978: Close, but no guitar (Capitol Records, SW 11848)

### Da solista

#### 33 giri
- 1982: Words (Carrere Records, 2934 153 CALP 1001)
- 1984: Long Distance Flight
- 1987: Reflections

#### CD
- 2007: The Wheel
- 2009: Numbers

#### EP
- 1967: Symphonie/Il est plus facile/Si vien oublié/Rien de plus (Polydor)
- 1968: Fleur de satin/Le grand voyage/Sir Geoffrey le sauveur/Personne avant toi (Polydor, 27347)
- 1969: Juste un peu de monnaie/La vie c'est comme ci, comme ça/C'est ma vie/Le hors-la-loi! (La Compagnie, EP 105)

#### 45 giri pubblicati solo in Italia
- 1969: Luisa Luisa/Calendario (Saint Martin Record, CAT 1040)
- 1970: Cuore non mente mai/Giusto, bene, brava (Saint Martin Record, CAT 457)
- 1973: Marianna Marianna/Facci caso (Saint Martin Record, SMR 1705)

#### 45 giri
- 1969: Je veux mourir un jour dans un monde d'amour/Bal joli bal (Polydor, 66.653 541.516)
- 1969: Le bonheur est un cerf-volant/Les rubis (Polydor, 66.690)
- 1972: Souviens toi du temps/Le ciel est rouge (Butterfly BS 019)
- 1981: Black Jack/Bouge, secoue-toi (RCA, PB 8736)
- 1982: Words (Don't Come Easy)/When The Sun Goes Down (Carrere Records, CAR 0036)
- 1983: I Need You/Porcelain Eyes (Carrere Records, 813 732)
- 1983: Pick Up The Phone/Someone to love (Carrere Records, 810 601-7)
- 1983: Music/Givin' it up (Carrere Records, CRE A-3524)
- 1983: Play A Little Game/Gotta Get A Move On (Vogue Records)
- 1983: Gotta Get A Move On/Rock Fame (Bellaphon Records)
- 1983: Sand Dunes/Play A Little Game (Bellaphon Records)
- 1984: Long Distance Flight/This Time I Have To Win (Carrere Records)
- 1985: Dream Away/Good Times (Carrere Records)
- 1986: Sahara Night/Shooting star (CBS, A 7206)
- 1987: Don't Go/Sing in my life (CBS, 650895)
- 1992: I'll Try To Love Again/Someone To Lead Me (DSB)

### Compilation
- 1991: Greatest Hits

### Cover in italiano
Nel 1993 il cantante e showman Fiorello ha cantato Puoi, versione in italiano di Words (Don't Come Easy), inserita nell'album Spiagge e lune.